# Porebrice (Pelagićevo)
Pour les articles homonymes, voir Porebrice.
Porebrice (en serbe cyrillique : Поребрице) est un village de Bosnie-Herzégovine. Il est situé dans la municipalité de Pelagićevo et dans la république serbe de Bosnie. Selon les premiers résultats du recensement bosnien de 2013, il compte 444 habitants.
Avant la guerre de Bosnie-Herzégovine, le village faisait entièrement partie de la municipalité de Gradačac ; après la guerre, une portion de son territoire a été rattachée à la municipalité de Pelagićevo, intégrée à la république serbe de Bosnie.

## Démographie

### Évolution historique de la population dans la localité
| 1948 | 1953 | 1961 | 1971 | 1981 | 1991 | 2013 |
| ---- | ---- | ---- | ---- | ---- | ---- | ---- |
| -    | -    | 803  | 884  | 844  | 798  | 444  |

|  |

### Communauté locale
En 1991, la communauté locale de Porebrice comptait 1 047 habitants, répartis de la manière suivante :